# Marek Wesoły (polityk)
Marek Jacek Wesoły (ur. 3 maja 1972 w Rudzie Śląskiej) – polski polityk, samorządowiec i przedsiębiorca, poseł na Sejm IX i X kadencji, w 2023 sekretarz stanu w Ministerstwie Aktywów Państwowych.

## Życiorys
Kształcił się w liceum zawodowym, uzyskał dyplom technika elektromechanika. W 2003 ukończył licencjackie studia katechetyczno-teologiczne na Wydziale Teologicznym Uniwersytetu Śląskiego. Był kierownikiem sieci sklepów, następnie zajął się prowadzeniem własnej działalności gospodarczej, m.in. w postaci restauracji. W 2016 został prezesem spółki Jelux.
W 2002 i 2006 kandydował do rady miejskiej Rudy Śląskiej z ramienia lokalnego komitetu „Prawo Rodzina Obywatel” (należy do stowarzyszenia o tej samej nazwie). Z list Prawa i Sprawiedliwości zdobywał mandat radnego w 2010, 2014 i 2018; do tej partii wstąpił w 2014. W 2014 i 2018 kandydował na prezydenta miasta, zajmując kolejno trzecie miejsce (otrzymał 11% głosów) i drugie miejsce (dostał 26% głosów w pierwszej turze i 38% głosów w drugiej turze). W 2018 został wiceprzewodniczącym rady miejskiej. W wyborach parlamentarnych w 2019 uzyskał mandat posła na Sejm IX kadencji w okręgu katowickim (zdobył 6091 głosów).
We wrześniu 2020 został przez prezesa PiS Jarosława Kaczyńskiego zawieszony w prawach członka partii za złamanie dyscypliny klubowej, głosując przeciwko nowelizacji ustawy o ochronie zwierząt; zawieszenie wygasło w listopadzie tegoż roku. W 2022 kandydował w przedterminowych wyborach na prezydenta Rudy Śląskiej rozpisanych po śmierci Grażyny Dziedzic. Wystartował ze swojego komitetu wyborczego, uzyskując poparcie prezesa PiS Jarosława Kaczyńskiego. W głosowaniu zajął trzecie miejsce z poparciem na poziomie ponad 26%.
1 marca 2023 został powołany na stanowiska sekretarza stanu w Ministerstwie Aktywów Państwowych oraz pełnomocnika rządu do spraw transformacji spółek energetycznych i górnictwa węglowego. W wyborach w tym samym roku z powodzeniem ubiegał się o poselską reelekcję (z wynikiem 9915 głosów). W grudniu 2023 zakończył pełnienie funkcji wiceministra. W wyborach samorządowych w 2024 po raz czwarty bezskutecznie ubiegał się o urząd prezydenta Rudy Śląskiej. W pierwszej turze zajął drugie miejsce z wynikiem 26% głosów, w drugiej turze otrzymał 30% głosów, przegrywając z Michałem Pierończykiem.